# سریع‌ترین دور

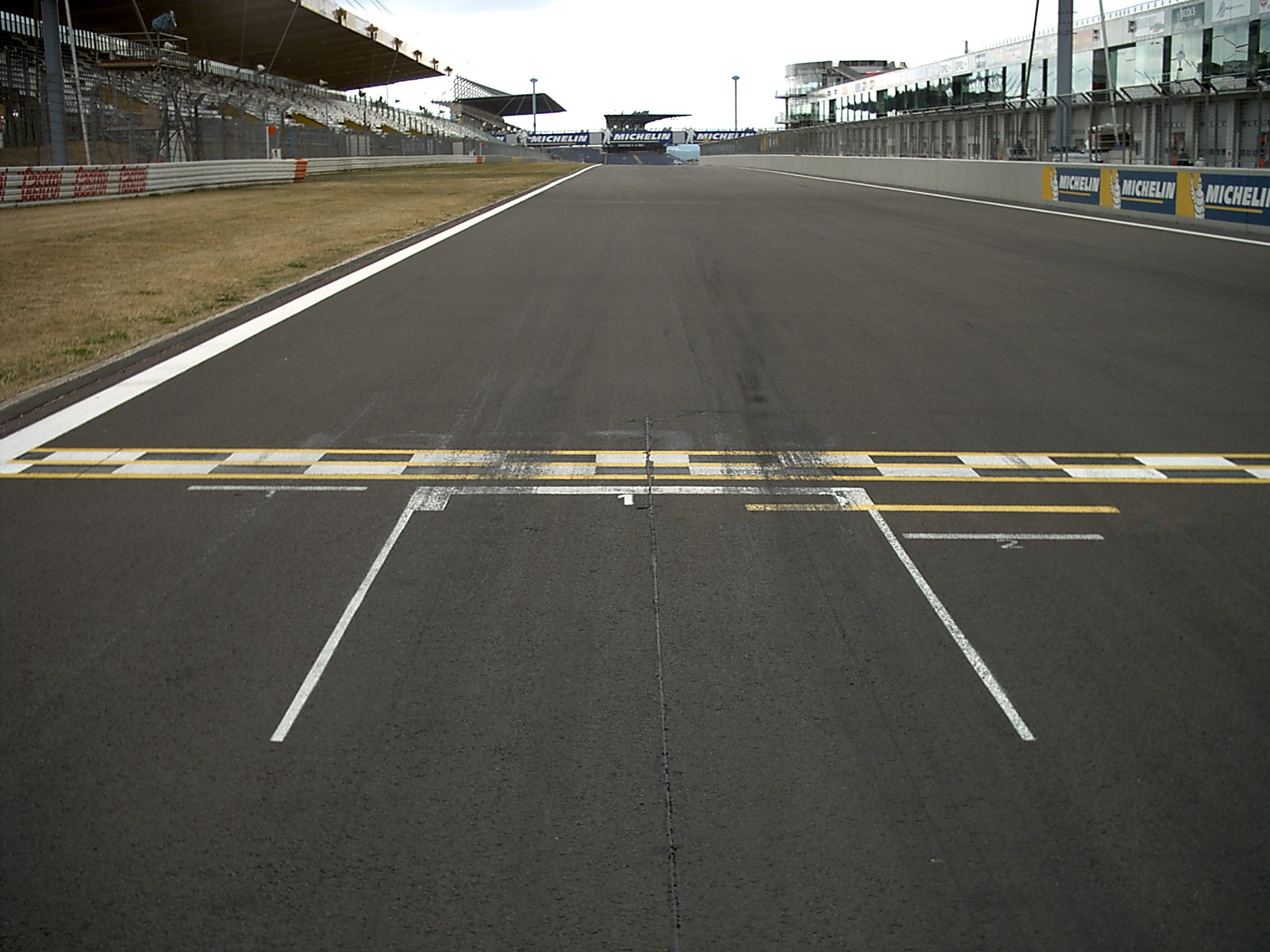
‌ ‌ ‌ ‌ ‌ ‌

سریعترین دور (به انگلیسی: Fastest lap)در اتومبیلرانی، دوری است که یک راننده در سریعترین زمان ممکن آن را در طول مسابقه طی می‌کند. برخی از سری مسابقات مانند فرمول یک، فرمول ۲ و فرمول E امتیاز ویژه‌ای را برای راننده یا تیمی که سریعترین دور را بزنند، لحاظ می‌کنند.
در مسابقات موتوجی‌پی هیچ امتیازی برای سریعترین لحاظ نمی‌شود. جیاکومو آگوستینی با ۱۱۷ رکورد فعلی سریعترین دور را در اختیار دارد.

## فرمول یک
در فرمول یک، ۱۳۲ راننده مختلف سریعترین دور مسابقات را کسب کرده‌اند. مایکل شوماخر رکورد بیشترین تعداد سریعترین دور با ۷۷ دور را دارد و پس از آن لوئیس همیلتون با ۴۷ مرتبه است. از سال ۲۰۰۷، جایزه سریعترین دور DHL به سریعترین دور در یک فصل به راننده داده می‌شود. تا سال ۱۹۶۰ و از سال ۲۰۱۹، امتیاز بیشتری به هر کس در امتیازاتی که سریعترین دور را ثبت می‌کند، داده می‌شود.
سریعترین دورها غالباً در دورهای نهایی یک مسابقه ثبت می‌شوند. زمانهای دور با کاهش تعداد دورها کاهش می‌یابند و با پیشرفت مسابقه، وزن سوخت کاهش می‌یابد.

## مارپیچ
مارپیچ رقابتی است که معمولاً توسط یک وسیله نقلیه و راننده منفرد در سطح آسفالت باز انجام می‌شود که در آن راننده درحالی که سعی می‌کند به سریعترین دور ممکن برسد با ساعت مسابقه می‌دهد. در مارپیچ رانندگان می‌توانند یاد بگیرند که چگونه با مطالعه داده‌های وسایل نقلیه خود به یک دامنه سریعتر برسند. این داده‌ها را می‌توان توسط بسیاری از سیستم‌های مختلف جمع‌آوری و تجزیه و تحلیل کرد تا خودروهای آیرودینامیکی سریعتر تولید شود.

## موتوجی‌پی
تا تاریخ 17 نوامبر ۲۰۱۹
|         | Rider            | Fastest laps |
| ------- | ---------------- | ------------ |
| ۱       | جیاکومو آگوستینی | 117          |
| ۲       | والنتینو روسی    | 96           |
| ۳       | آنخل نیتو        | 81           |
| ۴       | مایک هیک‌وود      | 79           |
| ۵       | مارک مارکز       | 72           |
| ۶       | دنی پدروسا       | 64           |
| ۷       | مایکل دوهان      | 46           |
| ۸       | مکس بیاگی        | 42           |
| ۹       | خورخه لورنزو     | 37           |
| ۱۰      | فیل رید          | 36           |
| Source: |                  |              |